# Ange René Armand de Mackau
Ange René Armand, baron de Mackau, né à Paris le 19 février 1788 et mort à Paris le 13 mai 1855,  est un amiral de France et homme politique français.

## Biographie

### Famille
Issu d'une famille alsacienne originaire de la principauté de Liège, il est le fils de Armand Louis de Mackau (1759-1827), baron du Saint-Empire, et
d'Angélique Alissan de Chazet (1765-1794). Sa grand-mère, Marie-Angélique de Fitte de Soucy (1723-1801), était sous-gouvernante des sœurs de Louis XVI et sa tante Marie-Angélique de Mackau, une dame de compagnie de Madame Elisabeth qui mourut sur l'échafaud.
Il est le père d'Armand de Mackau (1832-1918), député sous la Troisième République.

### Sous l'Empire
Il entra à seize ans dans la marine comme novice, et s'embarqua sur le vaisseau le Vétéran, commandé par Jérôme Bonaparte. Au retour d'une campagne dans l'Atlantique et la mer des Antilles, sa conduite et ses connaissances acquises lui valurent le grade d'aspirant de 1re classe, après un brillant examen à Rochefort (1808). Il fut alors appelé au commandement d'une station de garde-côtes qui eut d'honorables engagements avec la marine anglaise.
Il fit ensuite une longue croisière sur la frégate l'Hortense, commandée par le commandant Baudin qui, ayant été promu au grade de contre-amiral, s'attacha Armand de Mackau comme sous-adjudant et le garda près de lui au sein de l'escadre de la Méditerranée jusqu'en 1810. 
À cette époque, Mackau passa comme second sur le brick l'Abeille. Le 26 mai 1811, au retour d'une mission en Corse, l'Abeille rencontra l'Alacrity, brick britannique de dimensions et de force supérieures, et n'hésita pas à l'attaquer. Après avoir vu tous ses officiers mis hors de combat, quinze hommes de son équipage tués et vingt autres blessés, l'Alacrity se rendit et elle fut traînée en triomphe à Bastia. En récompense de ce succès, Mackau fut promu lieutenant de vaisseau, fait chevalier de la Légion d'honneur, et reçut le commandement du bâtiment capturé.
Après plusieurs autres combats et la prise de plusieurs navires marchands, Mackau fut nommé, en 1812, capitaine de frégate ; il avait vingt-quatre ans. Il reçut le commandement de l'escadre française chargée de protéger les côtes de Toscane. En cette qualité, il participa, en décembre 1812, à la défense de Livourne et put, en 1813, ramener à Toulon tous les vaisseaux de son escadre et une grande quantité d'approvisionnements tirés de Livourne et de Gênes.

### Sous la Restauration
Sous la Restauration, qui lui conserva son grade, il sollicita et obtint des missions importantes à l'île Bourbon et à Madagascar, sur laquelle il obtint et donna des informations utiles.  En 1816, il fut nommé second à bord de la frégate l'Eurydice et, en 1818, il reçut le commandement du Golo et fit campagne dans presque toutes les mers du globe en même temps qu'il participa à d'importants travaux hydrographiques.
Nommé capitaine de vaisseau le 1er septembre 1819, il fut envoyé au Sénégal où le gouvernement envisageait de fonder de vastes établissements. Après enquête, il conclut à l'abandon de ce projet et au seul maintien du comptoir existant. Selon lui, le Sénégal ne pouvait être qu'une colonie d'échanges et non d'exploitation agricole. À l'occasion de cette mission, il recueillit également des informations sur la traite des noirs.
À son retour en France, il fut nommé gentilhomme de la chambre du roi Louis XVIII et reçut, en juin 1821, le commandement de la Clorinde, frégate de 58 canons, sur laquelle il parcourut l'Océan Pacifique, et alla conduire des négociations avec les nouveaux États de l'Amérique du Sud, le Chili et le Pérou.

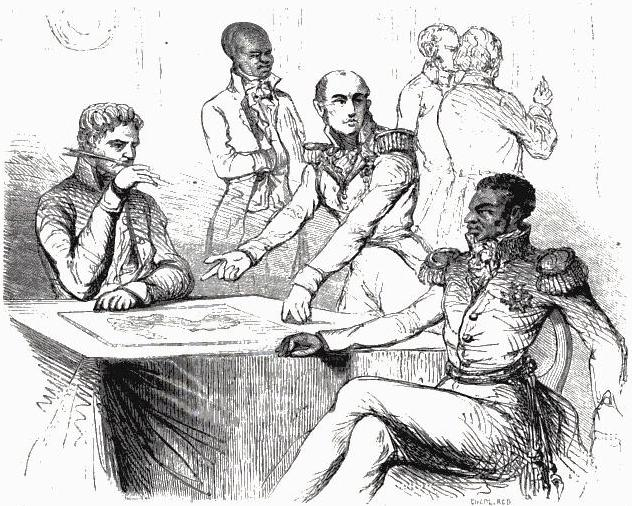
Le baron de Mackau et Jean-Pierre Boyer lors de la négociation du traité franco-haïtien de 1825.

En 1825, il fut envoyé devant Haïti pour y faire accepter l'ordonnance de Charles X du 17 avril 1825, qui reconnaissait l'indépendance de l'île tout en prévoyant, en contrepartie, d'énormes avantages pour la France. Après d'assez longs pourparlers, il obtint que l'ordonnance fût entérinée. Cette ordonnance prévoyait l'emprunt par Haïti de 150 millions de francs auprès des banques françaises, somme servant à payer une indemnité aux anciens propriétaires d'esclaves affranchis au cours de la guerre d'indépendance de Haïti. Cet accord permettait à la France de continuer à tirer profit de son ancienne colonie tout en évitant les coûts de la domination militaire. Il déclare que l'accord fait de la première colonie ayant obtenu son indépendance « une province de la France rapportant beaucoup et ne coûtant rien ». C'est ce que les historiens anglo-saxons appellent l'impérialisme informel.
Nommé contre-amiral le 1er septembre 1825, membre du conseil d'Amirauté en 1828, directeur du personnel de la marine le 17 septembre 1829, il participa à la préparation de l'expédition d'Alger (1830), et y montra une fermeté de volonté et une puissance d'application remarquées.

### Sous la monarchie de Juillet
Président du collège électoral de Lorient, l'amiral de Mackau fut élu député par le 2e arrondissement électoral du Morbihan (Lorient) le 23 juin 1830.
Il prêta serment à la monarchie de Juillet, renonça à la direction du personnel, et fut nommé, en 1831, commandant de l'« escadre des Dunes » réunie au moment où la guerre entre la Belgique et la Hollande menaçait la politique européenne des plus graves complications. Cette escadre transporta la garnison d'Anvers de Dunkerque à Flessingue et fut chargée du blocus des ports hollandais. 
Rentré à Cherbourg, l'amiral de Mackau fut nommé au commandement de la station des Antilles. C'était au moment de l'insulte dont le consul de France, Adolphe Barrot, venait d'être l'objet en étant brutalement jeté en prison. Après avoir fait connaître au gouvernement de la Nouvelle-Grenade les réparations qu'exigeait le gouvernement français, et en avoir éprouvé un premier refus, M. de Mackau prépara ses moyens d'action en attendant les dernières instructions de Paris ; près d'une année s'écoula. Enfin les ordres reçus lui ayant accordé la plus grande latitude, il partit de la Martinique avec cinq bâtiments de la station et le consul outragé, arriva à l'improviste sous Carthagène, força la passe de Boca-Chica, et se plaça de manière à pouvoir prendre à revers les forts de la seule entrée de ce port, puis il renoua les négociations et obtint les plus complètes réparations.
Après avoir rendu à la marine d'autres services importants, l'amiral fut chargé d'aller inspecter les établissements de pêche français à Saint-Pierre-et-Miquelon, et sur l'île de Terre-Neuve. Il était à peine de retour en France lorsque la rupture avec les États-Unis devint imminente. Il fallait prendre des mesures pour couvrir les établissements et le commerce français aux Antilles et dans l'Atlantique : l'amiral de Mackau fut nommé en 1836 commandant en chef des forces navales aux Antilles et gouverneur de la Martinique ; mais la guerre fut évitée. Dans ses fonctions, Mackau eut à se préoccuper du mouvement anti-esclavagiste qui naissait alors et s'efforça d'améliorer le sort des Noirs.
Mackau quitta son gouvernement de la Martinique. Sur la route, la frégate la Terpsichore, sur laquelle il se trouvait avec toute sa famille, fut assaillie par une terrible tempête, et resta plusieurs jours en perdition sur les côtes de l'Irlande. Dans ces graves circonstances, il prit le commandement supérieur de la frégate, et, secondé par le commandant, l'état-major et l'équipage, il parvint à conduire la Terpsichore dans le port de Cork en Irlande.
Vice-amiral le 30 mai 1837 et de nouveau membre du conseil d'amirauté, Mackau alla, en 1840, à la tête de 43 vaisseaux de guerre, faire d'énergiques démonstrations devant Río de la Plata à la suite desquelles il conclut une convention avec Rosas, dictateur de la République Argentine (29 octobre 1840).
Pair de France le 20 juillet 1842, il commandait l'escadre de la Méditerranée lorsqu'il fut appelé au ministère de la Marine et des Colonies le 24 juillet 1843 en remplacement de l'amiral Roussin. Durant son administration, il réorganisa le service du contrôle et de la comptabilité, proposa les lois des 18 et 19 juillet 1845, dites lois Mackau, qui préparaient l'abolition de l'esclavage, mais aussi celle du 3 juillet 1846 ouvrant un crédit de 93 millions pour l'achèvement de la flotte de guerre française. Plusieurs procès vinrent appeler l'attention publique sur les abus et le désordre qui régnaient dans l'administration de la marine. Mackau s'efforça en vain d'y remédier et accepta l'enquête demandée par la Chambre des députés. Par ailleurs, le Parlement jugeait insuffisantes les mesures prises contre l'esclavage et les députés votèrent la proposition de Ledru-Rollin sur ce sujet. Mis en échec sur une question dont le cabinet refusa de se déclarer solidaire, Mackau donna sa démission le 8 mai 1847. Grand-croix de la Légion d'honneur du 29 octobre 1845, il fut promu amiral le 23 décembre 1847.
Il resta à l'écart sous la Deuxième République et entra de droit au Sénat du Second Empire en qualité d'amiral le 26 janvier 1852. Il mourut trois ans plus tard après avoir vainement demandé, lors de la guerre de Crimée, un commandement que l'état de sa santé ne lui eût sans doute pas permis d'exercer.

### Décorations et dignités

#### Nationaux
- Grand-croix de la Légion d'honneur (1845)
- Décoration du Lys (1814)
- chevalier de l'Ordre royal et militaire de Saint-Louis (7 octobre 1814)

#### Etrangers
- Suède : Commandeur grand-croix de l’ordre de l’Épée (2 février 1846)
- Grèce : grand-croix de l'ordre du Sauveur (13 novembre 1846)
- Tunisie : décoration du Nichan Iftikhar (7 décembre 1846)

### Sources et bibliographie
- « Ange René Armand de Mackau », dans Charles Mullié, Biographie des célébrités militaires des armées de terre et de mer de 1789 à 1850, 1852 [détail de l’édition]
- « Ange René Armand de Mackau », dans Adolphe Robert et Gaston Cougny, Dictionnaire des parlementaires français, Edgar Bourloton, 1889-1891 [détail de l’édition]
- Nicolas Mioque, « Prise du brick Alicrity par L’Abeille, le 26 mai 1811. », sur troisponts.wordpress.com
- Fiche biographique sur le site de l'Assemblée nationale